# Stadionul Paul Biya
Stadionul Paul Biya, numit după președintele Camerunului Paul Biya, este un stadion polivalent care ocupă o suprafață de 34 de hectare în cartierul Olembe din Yaoundé, Camerun și este aflat la aproximativ 13 km de centrul orașului. Stadionul este cel mai mare din Camerun, al nouălea ca mărime din Africa. Stadionul va găzdui ceremoniile de deschidere și de închidere a celei de-a 33-a ediții a Cupei Africii pe Națiuni 2021. Complexul sportiv include Stadionul Paul Biya, două terenuri de antrenament, o sală de sport, terenuri pentru handbal, baschet, volei, tenis, o piscină olimpică, un hotel de 5 stele cu 70 de camere, un centru comercial, un muzeu și un cinematograf. Stadionul s-a deschis cu un meci de fotbal dintre Camerun și Malawi. Gazdele au câștigat cu 2-0. Stadionul a găzduit meciul de deschidere al Cupei Africii pe Națiuni din 2021 dintre Camerun și Burkina Faso, echipa gazdă câștigând cu 2-1.